# Saadi

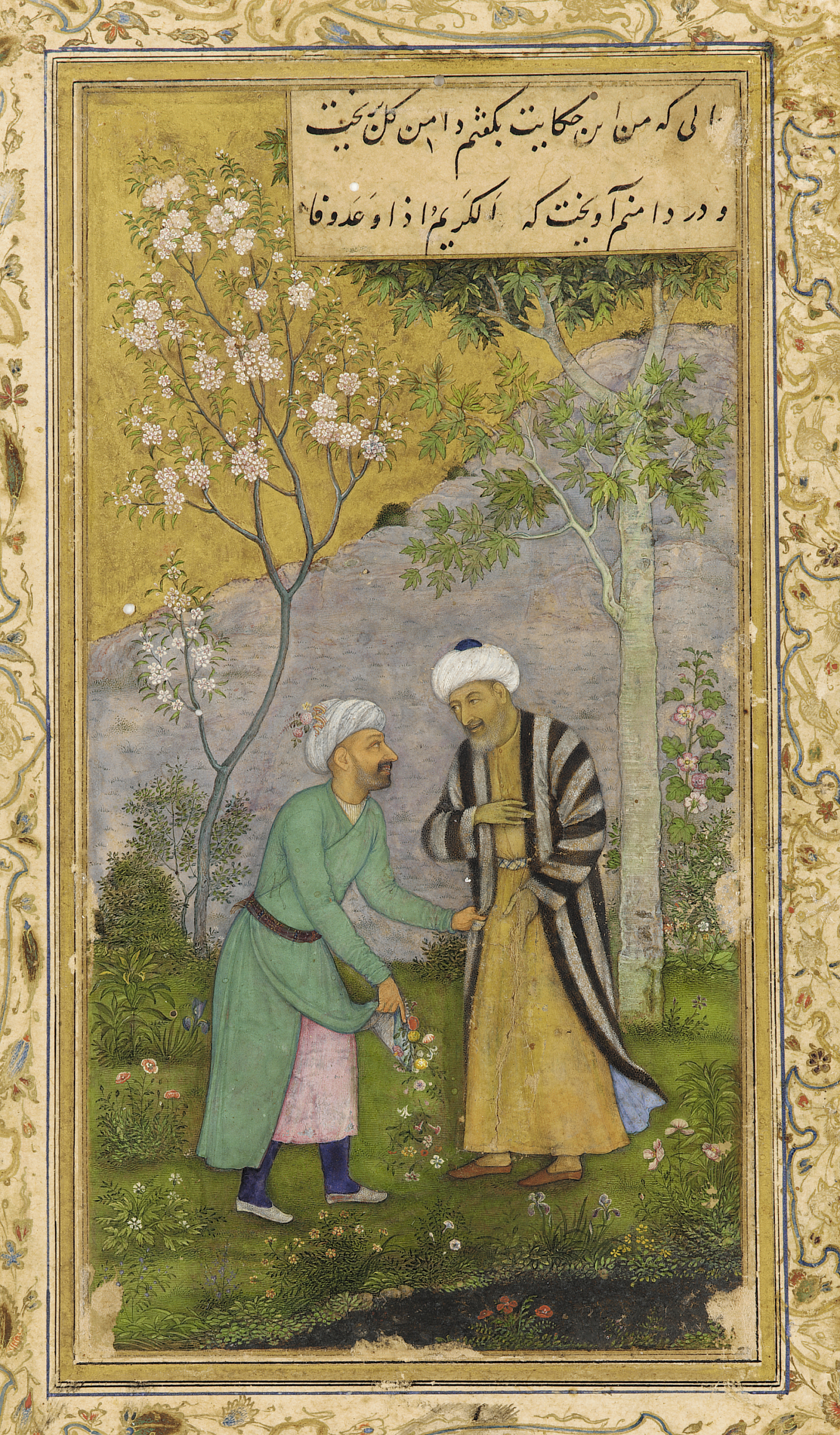
Saadi (rechts) schlägt seinem Freund vor, den Rosengarten zu schreiben. Mogulische Miniatur nach Saadis Einleitung, ca. 1645.

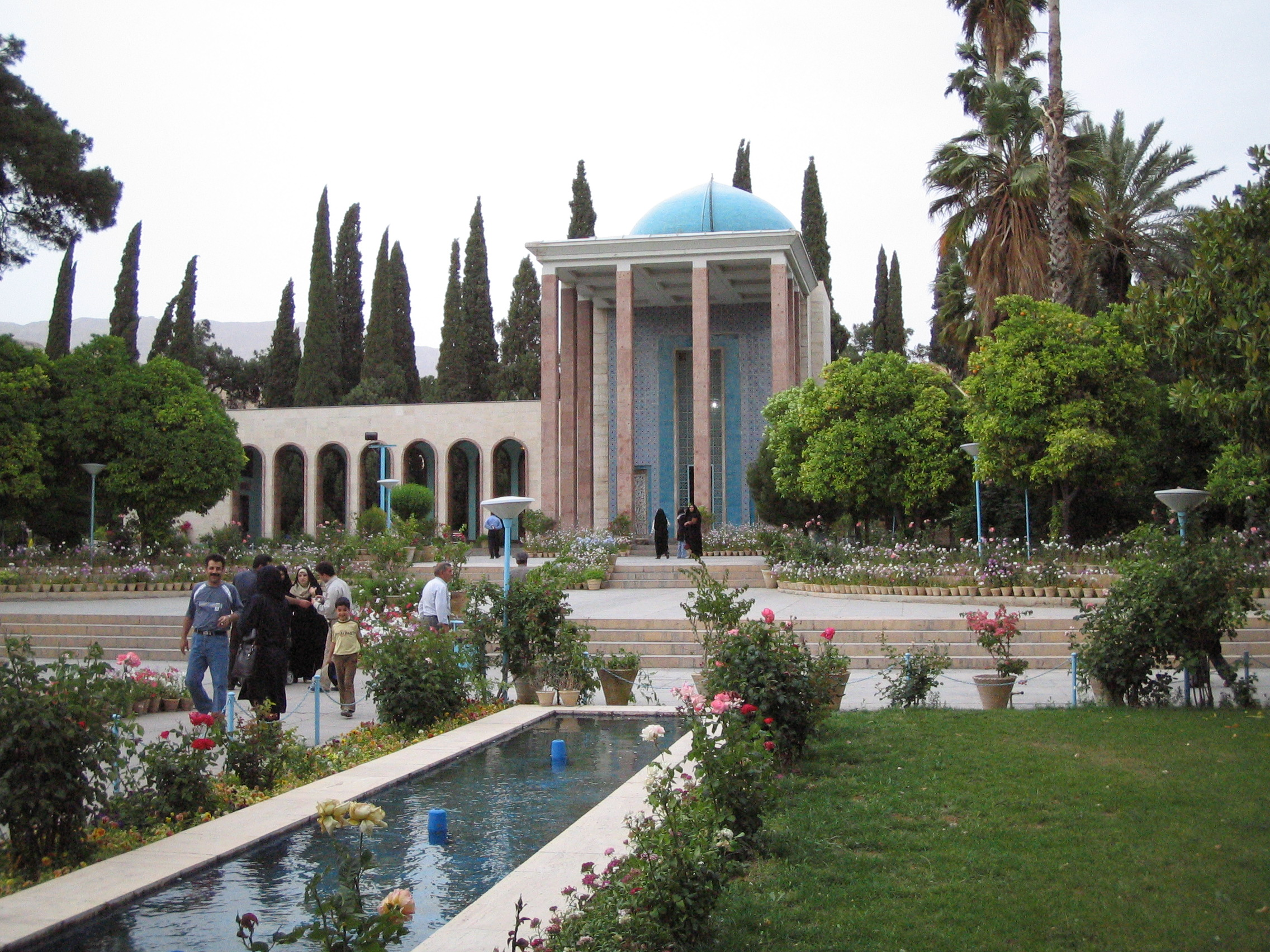
Saadis Grabmal in Schiras

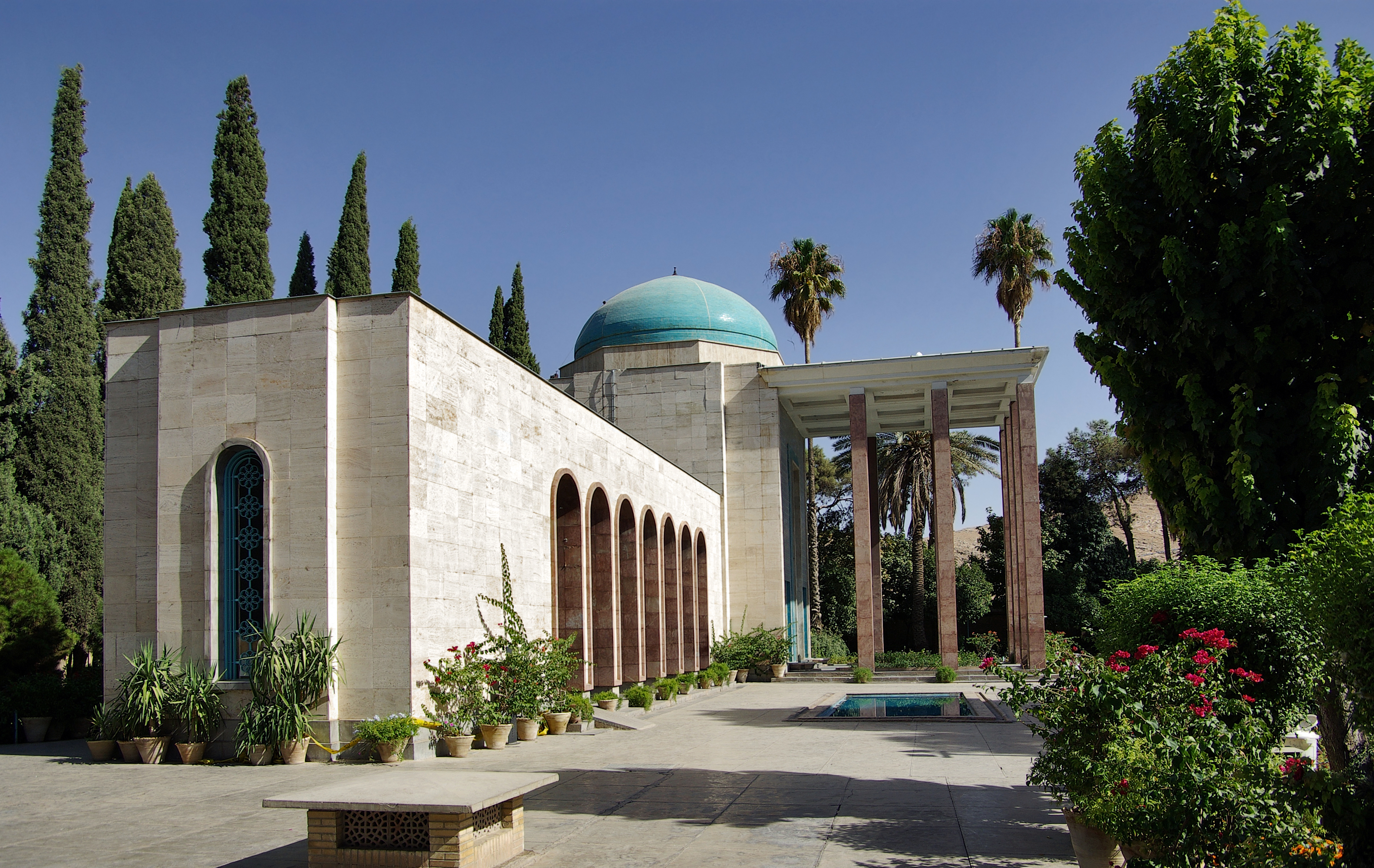
Andere Ansicht von Saadis Grabmal

Saadi oder Sa'di (persisch سعدی, DMG Sa‘dī; * um 1210; † um 1292), mit vollem Namen Abu Moḥammad Mošarref ad-Din Moṣleḥ bin ʿAbd-Allāh bin Mošarref Širāzi, war ein persischer Dichter und Mystiker. Er ist insbesondere für seine beiden Werke Bustān und Golestān bekannt. Saadi stammte aus Schiras, wo er auch viele Jahre seines Lebens verbrachte. Bis heute vielbesucht ist sein dortiges Mausoleum.

## Leben und Werk
Saadis Leben ist insgesamt nicht sehr gut bekannt. Nicht einmal die korrekte Form seines Namens ist mit Sicherheit zu rekonstruieren. „Saadi“ war ein Künstlername (Tachallus), den er sich unter Bezug auf einen der salghuridischen Herrscher von Schiras gegeben hat.
Für sein Geburtsjahr gibt es verschiedene Angaben. Es ist wahrscheinlich, dass er um 1210 geboren worden ist. Als  junger Mann begab er sich nach Baghdad, wo er an der sehr anerkannten Nezamiyya, einer islamischen Hochschule (madrasa), studierte. Nach seiner Zeit in Baghdad begab sich Saadi auf ausgedehnte Reisen. Es gilt als sicher, dass er nach Syrien und Palästina, auch auf die Arabische Halbinsel und in den Irak reiste; ob er auch bis in den Osten Irans und nach Indien gekommen ist, gilt als zweifelhaft. Um 1257 kehrte er nach Schiras zurück. Dort verfasste er kurz nacheinander Bustān („Duftgarten“) und Golestān („Rosengarten“), die beiden Werke, für die er in der Nachwelt am bekanntesten ist. Vor allem in Iran erfreut sich insbesondere der Golestān bis heute sehr großer Beliebtheit und ist so bekannt, dass aus ihm in allen Lebenslagen zitiert wird.
Neben diesen beiden Hauptwerken hat Saadi auch lehrhafte Schriften sowie eine Sammlung von mit Versen durchsetzten Prosa-Erzählungen (meist „Dīwān“ genannt) verfasst. Saadis Œuvre lässt sich zum Teil dem Genre der Fürstenspiegel zuordnen, umfasst aber auch lustige und zum Teil anzüglich-derbe Episoden und Verse. Es lassen sich auch Einflüsse durch den Sufismus feststellen.
Manche seiner Schriften unterliegen wegen ihrer deftigen Ausdrucksweise bis heute der Zensur; so ist die Gesamtausgabe seiner Werke zwar in der Qadjarenzeit (19. Jh.) als Lithographie vollständig veröffentlicht worden, es gibt aber bis heute keine vollständige kritische Edition.
Saadi hat einen großen Einfluss auf die spätere persische Literatur ausgeübt, wurde aber auch außerhalb Irans rezipiert. So wurde beispielsweise der osmanische Hofdichter Hayâlî in seiner Jugend stark von den Gedichten Saadis beeinflusst.
In Europa wurde Saadi erstmals durch André du Ryers französische Übersetzung des Golestan (1634) bekannt. Ins Deutsche wurde er unter anderem 1846 durch Karl Heinrich Graf übersetzt.

### Werke (Auswahl)
- „Bustan“ (persisch بوستان, DMG Būstān, ‚Der Duftgarten‘)
- „Golestān“ (persisch گلستان, DMG Golestān, ‚Der Rosengarten‘)
  - Neuausgabe auf Deutsch: Rosengarten: (Golestan), in der Übersetzung von Karl Heinrich Graf. Hofenberg, Berlin 2018, ISBN 978-3-7437-2301-6.
- „Persische und arabische Qasiden“ (von arabisch قصيدة, DMG Qaṣīda ‚Elegie‘)
- „Ghazaliat“ (arabisch غزليات, DMG Ġazaliyāt ‚lyrische Gedichte‘), das in vier Bände unterteilt ist
- „Tardschi'band“ (persisch ترجيع بند, DMG Tarǧī‘-band, ‚Refrain‘, Gedichte bestehend aus zwei reimenden Halbversen)
- „Qata'at“ (arabisch قطعات, DMG Qaṭa‘āt ‚Stücke [von Gedichten]‘)
- „Roba'iat“ (arabisch رباعيات, DMG Rubā‘iyāt ‚Vierzeiler‘)
- „Mofradat“ (arabisch مفردات, DMG Mufradāt ‚Einzelne Doppelverse‘)
- „Suknameh“ (persisch سوكنامه, DMG Sūknāme, ‚Trauergedicht‘)
- „Molamma'at wa mosallasat“ (von arabisch ملمعات ومثلثات, DMG Mulamma‘āt wa-muṯallaṯāt, zweisprachige arabisch-persische Gedichte)

### Beispiele
Wenn einer in dem Volke töricht handelt,

So fällt Verachtung gleich auf groß und klein.

Oft kann ein einz’ger Ochse auf der Weide

Verderber einer ganzen Herde sein.
Zuwider ist mir ganz der Freunde Umgang,

Die mir mein Schlechtes stets als Gutes zeigen,

Im Fehler nur Verdienst und Vorzug sehen,

Den Dorn als Jasmin und als Rose zeigen.

Weit lieber unverschämte freche Feinde,

Die mir ganz offen meine Fehler zeigen.
Das Gedicht Alle Völker sind Glieder eines Körpers  aus dem Zyklus Golestan ist auf dem Portal  der Vereinten Nationen zu New York zu finden.
Die Menschenkinder sind ja alle Brüder

Aus einem Stoff wie eines Leibes Glieder

Hat Krankheit nur einzig Glied erfasst

So bleibt anderen weder Ruh und Rast

Wenn anderer Schmerz dich nicht im Herzen brennt

Verdienst du nicht, dass man noch Mensch dich nennt